# Leonard Sosnowski

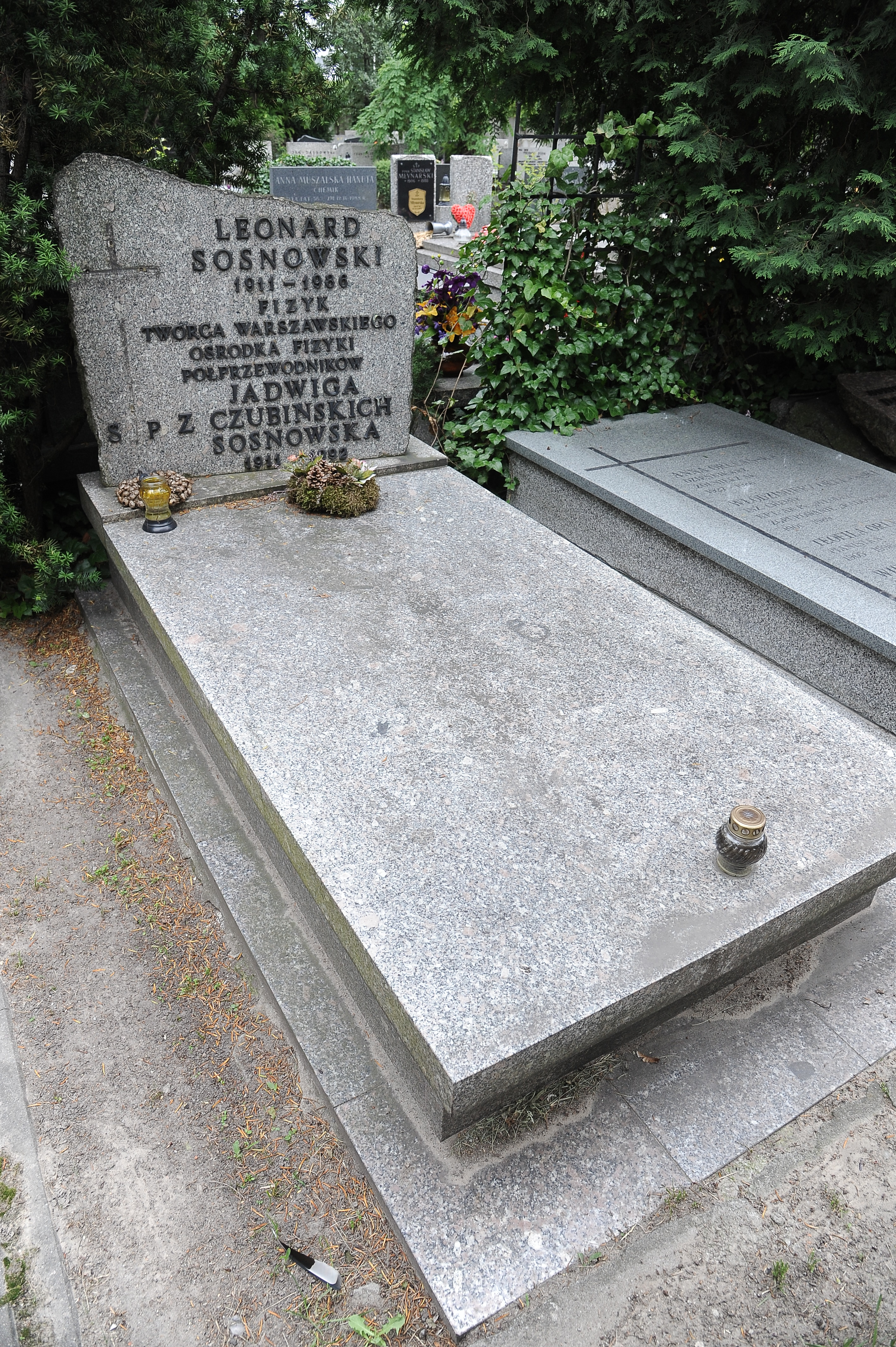
Grób Leonarda Sosnowskiego na warszawskim cmentarzu Wojskowym na Powązkach

Leonard Sosnowski (ur. 19 lutego 1911 w Twerze, zm. 9 listopada 1986 w Warszawie) – polski fizyk, profesor Uniwersytetu Warszawskiego, od 1960 członek korespondent, od 1969 członek rzeczywisty Polskiej Akademii Nauk i jej wiceprezes w latach 1981–1983, w latach 1954–1966 dyrektor Instytutu Fizyki PAN.

## Życiorys
Urodził się w rodzinie Napoleona, nauczyciela muzyki, i Eleonory z Grudzińskich. Od 1919 mieszkał w Warszawie. Po ukończeniu Państwowego Gimnazjum im. Tadeusza Czackiego, w 1928 rozpoczął studia fizyki na wydziale matematyczno-przyrodniczym Uniwersytetu Warszawskiego, które ukończył w 1933. Podczas studiów, w 1932 został asystentem Stefana Pieńkowskiego w Zakładzie Fizyki Doświadczalnej UW. W latach 1936–1938 dzięki stypendium Funduszu Kultury Narodowej pracował nad fizyką neutronów w Laboratorium Cavendisha w Cambridge. Po powrocie w 1939 zbudował sterowaną komorę Wilsona, która miała posłużyć do badań nad odkrytym rok wcześniej przez Otto Hahna i Fritza Straßmanna, a opisanym przez Lise Meitner i Otto Frischa zjawiskiem rozszczepienia jądra uranu.
Wybuch II wojny światowej uniemożliwił planowane na jesień 1939 uzyskanie doktoratu, który przygotował pod kierunkiem Stefana Pieńkowskiego i obronił w 1944 na tajnym Uniwersytecie Warszawskim. Doktorat został zatwierdzony przez władze Uniwersytetu w 1947. W okresie okupacji uczestniczył w tajnym nauczaniu na poziomie uniwersyteckim. Uczestniczył w powstaniu warszawskim w oddziale AK im. Kilińskiego, walczył, m.in. przy zdobywaniu budynku PAST-y. Po upadku powstania trafił do obozu jenieckiego w Niemczech.
Po wyzwoleniu przebywał do 1947 w Wielkiej Brytanii, gdzie pracował w Laboratorium Admiralicji. W tym okresie zainteresował się fizyką półprzewodników. Do kraju powrócił w 1947 i rozpoczął pracę w Zakładzie Fizyki UW przy ul. Hożej 69. W utworzonej dla niego przez rektora Pieńkowskiego Katedrze Radiologii i Elektroniki (KRiE) kontynuował prace rozpoczęte w Wielkiej Brytanii. Porzucił fizykę jądrową i poświęcił się fizyce ciała stałego. Kierowana przez niego Katedra Radiologii i Elektroniki została z czasem przekształcona w Katedrę Fizyki Ciała Stałego.
W 1953 powstał przy ul. Hożej 69 Instytut Fizyki PAN kierowany początkowo przez Stefana Pieńkowskiego. Po śmierci Pieńkowskiego Leonard Sosnowski został najpierw p.o. dyrektora, a następnie w 1954 dyrektorem Instytutu, odgrywając rolę jego faktycznego twórcy. W 1954 wstąpił do PZPR.
Po odejściu z funkcji dyrektora Instytutu Fizyki PAN był w latach 1966–1972 dziekanem Wydziału Fizyki UW. Na tym stanowisku starał się chronić pracowników przed skutkami wydarzeń marca 1968.
W 1972 Sosnowski był gospodarzem konferencji poświęconej fizyce półprzewodników pod patronatem Międzynarodowej Unii Fizyki Czystej i Stosowanej (IUPAP). W latach 1978–1981 pełnił funkcję prezesa IUPAP.
Zmarł w Warszawie, pochowany na cmentarzu Wojskowym na Powązkach (kwatera C39-7-1). 
Był mężem Jadwigi z Czubińskich (1910–1992). Krewnym Leonarda Sosnowskiego jest raper Wojciech „Sokół” Sosnowski. 
Na XXXV Zjeździe Fizyków Polskich w Białymstoku Andrzej Kajetan Wróblewski (Instytut Fizyki Doświadczalnej UW) przedstawił referat nt. „Fizyka w Polsce wczoraj, dziś i jutro” – krótką charakterystykę fizyki w Polsce XX w. Zaprezentował wskaźniki bibliometryczne, liczby dotyczące stopni i tytułów naukowych oraz liczby studentów fizyki. W podsumowaniu ocenił wkład Polaków do światowej fizyki XX w., wyodrębniając przede wszystkim – poza Marią Skłodowską-Curie (która w światowych zestawieniach jest wymieniana jako obywatelka francuska) – czterech fizyków, którzy dokonali odkryć na miarę Nagrody Nobla: Mariana Smoluchowskiego, Mariana Danysza, Jerzego Pniewskiego i Karola Olszewskiego. Wśród osiemnastu mniej zasłużonych, którzy jednak wnieśli bardzo poważny wkład do rozwoju fizyki i w pewnym okresie należeli do liderów światowej fizyki (których nazwiska są wymieniane w syntetycznych obcojęzycznych historycznych opracowaniach) znalazł się Leonard Sosnowski.

## Ordery i odznaczenia
- Order Sztandaru Pracy I klasy[6]
- Krzyż Komandorski Orderu Odrodzenia Polski
- Krzyż Kawalerski Orderu Odrodzenia Polski (16 lipca 1954)[10]
- Medal 10-lecia Polski Ludowej (14 stycznia 1955)[11]
- Medal Mariana Smoluchowskiego (1972)